# Merzouga

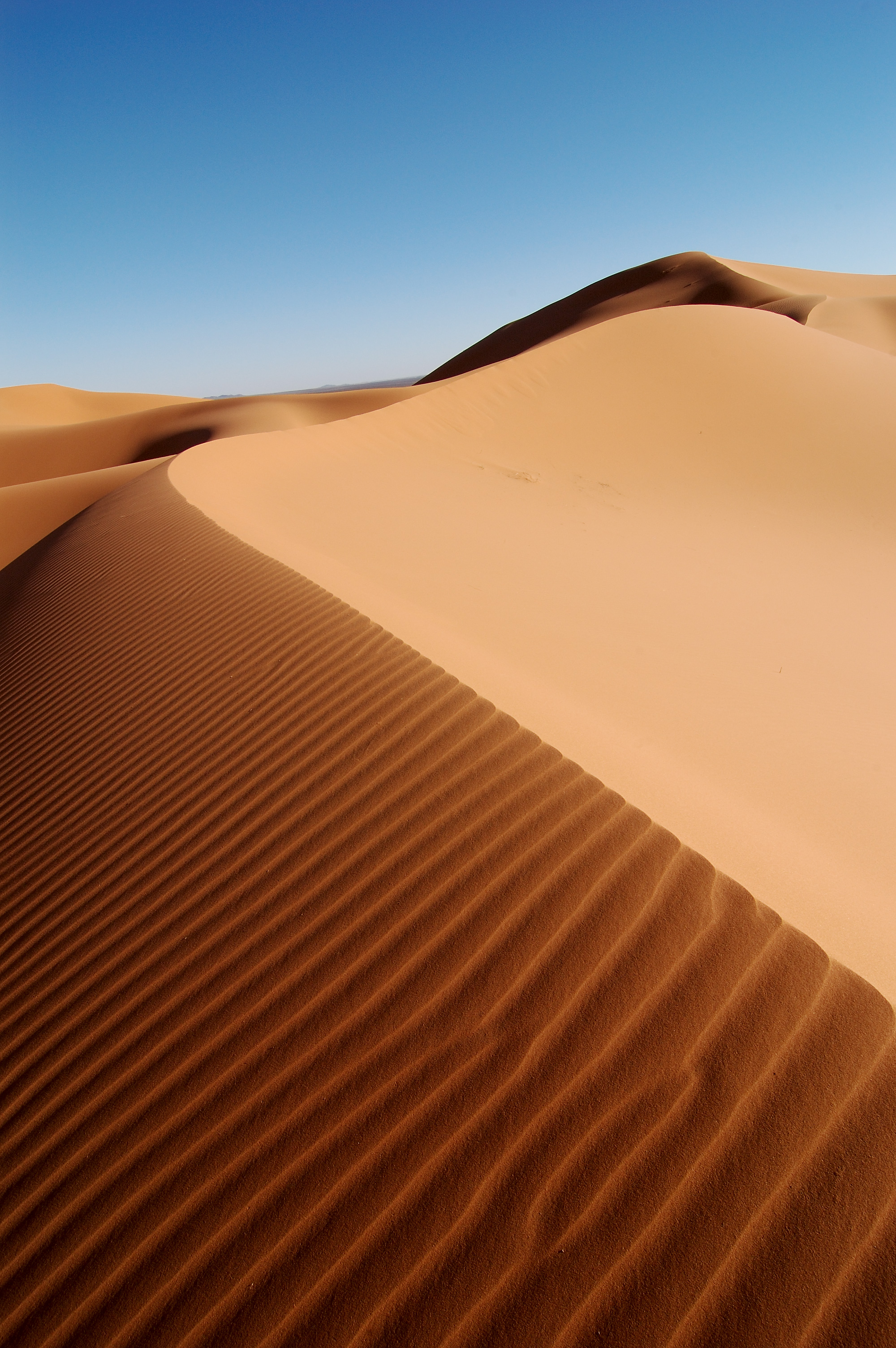
Erg Chebbi

Merzouga (amazic estàndard marroquí: ⵎⴰⵔⵣⵓⴳⴰ, Marzuga; àrab: مرزوكة, Marzūga) és un poble al sud-est del Marroc, situat a la regió de Meknès-Tafilalet, uns 35 km al sud de Rissani, a 45 d'Erfoud i aproximadament a 20 de la frontera amb Algèria.
El poble és ben conegut per l'Erg Chebbi, un erg del Sàhara, i és per aquesta raó que forma part dels itineraris de molts turistes que visiten el Marroc.